# Hochschulinstitut für öffentliche Verwaltung

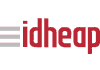
Logo des IDHEAP

Das Hochschulinstitut für öffentliche Verwaltung (IDHEAP) ist die schweizerische Universitätsausbildungsstätte, die für Funktionen der öffentlichen und staatsnahen Verwaltungen des Landes vorbereitet. Standort ist der Campus Lausanne in Ecublens.
Das IDHEAP ist von der Eidgenossenschaft und auf internationaler Ebene (EAPAA) akkreditiert und ein Zentrum für interdisziplinäre, Grundlagen- und angewandte Forschung, das in  wissenschaftlicher Unabhängigkeit an den nationalen und internationalen Forschungsnetzwerken für den öffentlichen Sektor teilnimmt. Nach eigenen Angaben konzentriert es sich auf das Studium der öffentlichen Verwaltung, eines interdisziplinären Feldes (Public Administration) mit dem Ziel, die wissenschaftliche Erkenntnis über die Führung der öffentlichen Angelegenheiten und die Leitung der dafür verantwortlichen Institutionen zu entwickeln. Diese Kenntnisse stützen sich auf mehrere Disziplinen der Human- und Sozialwissenschaften wie dem Recht, der Wirtschaft, dem Management und den politischen Wissenschaften, angepasst an die Besonderheiten des öffentlichen und staatsnahen Sektors. Das IDHEAP ist gemeinsam mit dem Kompetenzzentrum für Public Management der Universität Bern (KPM) eines der wenigen diesem Kenntnisgebiet gewidmeten schweizerischen Hochschulinstitute.

## Ziel
An der Schnittstelle zwischen Theorie und Praxis möchte  das IDHEAP der nationale Exzellenzpool sein, der zur Analyse der Mutationen des öffentlichen Sektors und zu einer besseren Regierungsführung des Rechtsstaates auf allen Ebenen, in völliger Zusammenarbeit mit seinen schweizerischen und ausländischen Hochschulpartnern einen Beitrag leistet.

## Aufgabe
Das IDHEAP setzt im Dienste ihrer Studenten, des öffentlichen Sektors und der gesamten Gesellschaft die dreifache Aufgabe:
- auf dem Niveau Master und Post-Master akkreditierte Hochschulausbildung sowie qualitativ hochwertige Weiterbildung der öffentlichen Gewählten und Kader;
- auf nationaler und internationaler Ebene anerkannte und im schweizerischen öffentlichen Sektor verwertete Grundlagen- und angewandte Forschung in der öffentlichen Verwaltung;
- von den auftraggebenden öffentlichen Körperschaften geschätzte und die Ausbildung und Forschung bereichernde Expertisentätigkeit und Beratung.

## Geschichte

### Die Gründer
Das IDHEAP wurde in der Form einer „Stiftung für ein Hochschulinstitut für öffentliche Verwaltung“ geschaffen. Sein Initiant ist Enrico Bignami, ehemaliger Verwaltungsratsdelegierter von Nestlé und Schöpfer der IMEDE, die seither die IMD geworden ist, in Lausanne-Ouchy. Zu den Gründern gehören der Kanton Waadt, die Universität Lausanne, die Eidgenössische Technische Hochschule Lausanne und die Vereinigung der Freunde des IDHEAP.

### Präsidenten und Direktoren
Präsidenten
- 1981–1988 Olivier Long, Schweizer Botschafter, Unterhändler der Abkommen von Evian
- 1988–1997 Pierre Languetin, Direktionspräsident der Schweizerischen Nationalbank
- 1997–2004 Arthur Dunkel, Generaldirektor des GATT (heute Welthandelsorganisation)
- 2005–2017 Barbara Haering, Nationalrätin

Direktoren
- 1981–1994 Raimund E. Germann, Professor für öffentliche Verwaltung und institutionelle Politik
- 1995–2002 Peter Knoepfel, Professor für öffentliche Politik und Nachhaltigkeit
- 2003–2008 Jean-Loup Chappelet, Professor für öffentliches Management und Informationssysteme

### 25-jährige Geschichte
1981 erfolgte die Gründung der Stiftung am 23. April. Am 5. Oktober desselben Jahres, nach dem Abkommen mit der UNIL (Universität Lausanne), begannen die Kurse am BFSH 1. 1983 eröffnete das Forschungszentrum an der Avenue de Provence und ein Abkommen mit dem Bundespersonalamt wurde unterzeichnet. Die Anerkennung durch die Eidgenossenschaft erfolgte 1987. Im selben Jahr wurde ein  Informatiksaal geschaffen. 1990 kam die Zusammenarbeitsvereinbarung mit dem europäischen Institut für öffentliche Verwaltung in Maastricht (IEAP) und zwei Jahre später die Ansiedlung im Vieux-Collège in Chavannes-près-Renens.
Im Jahr 2000 wurde der Leistungsvertrag mit dem Kanton Waadt und der Eidgenossenschaft in Kraft gesetzt und 2001 die Zusammenarbeitsvereinbarung mit der nationalen Schule für öffentliche Verwaltung von Québec (ENAP) initiiert. 2003 erfolgte die  „Semestrialisierung“ der Ausbildung und der Zusammenarbeitsvertrag mit dem Zentrum für öffentliches Management der Universität Bern kam zustande. Vereinbarungen mit dem Instituto Nacional de Admintração (INA) in Lissabon, Portugal, und der Universität Sun Yat Sen (Zhongshan) in Kanton, China, wurden dann 2005 getroffen. Im selben Jahr erfolgte die Akkreditierung des MPA durch die European Association for Public Administration Accreditation und die Akkreditierung des IDHEAP durch die Schweizer Hochschulkonferenz, anschliessend an den Bericht der OAQ (Akkreditierungs- und Qualitätssicherungsorgan der Schweizer Hochschulen). Am 18. Oktober 2006 starteten die Kurse des ersten Bologna-Masters in öffentlicher Politik und Management (Master PMP).

## Tätigkeitsfeld

### Ausbildung
- Angebot einer Ausbildung in öffentlicher Verwaltung auf Master-Niveau und einem Doktorat in öffentlicher Verwaltung.
- Angebot von Weiterbildungen für Spezialisten und Kader der öffentlichen Verwaltung.

### Forschung
- Durchführung von disziplinären und interdisziplinären Grundlagen- und angewandten Forschungsarbeiten
- Zusammenarbeit mit anderen Hochschulforschungsinstituten in der Schweiz und im Ausland
- Schaffung und Ausbau von nationalen und internationalen Forschungsnetzwerken.

### Beratung
- Angebot von Expertenwissens zur Beratung und Begleitung der öffentlichen und staatsnahen Verwaltungen.

## Fussnoten
1. ↑  Archivierte Kopie (Memento des Originals vom 5. Mai 2018 im Internet Archive)  Info: Der Archivlink wurde automatisch eingesetzt und noch nicht geprüft. Bitte prüfe Original- und Archivlink gemäß Anleitung und entferne dann diesen Hinweis.